# Roberto Morandi
Roberto Morandi (Firenze, 1º maggio 1960) è un ex terrorista italiano.
Componente di spicco dell'organizzazione armata di sinistra denominata Nuove Brigate Rosse, venne condannato a due ergastoli per gli omicidi Biagi e D'Antona.

## Biografia

### Le rapine
Tecnico radiologo e dipendente dell'ospedale Careggi di Firenze, sposato e padre di una ragazza di 16 anni, prima del coinvolgimento nelle inchieste legate alle azioni del gruppo brigatistico Morandi risultava alle forze dell'ordine come un perfetto sconosciuto e cittadino insospettabile, ma già il 5 dicembre 2002, lo si scoprirà successivamente al suo arresto, partecipa ad una rapina di autofinanziamento all'ufficio postale di via Tozzetti a Firenze, replicando il 6 febbraio 2003 in un altro ufficio postale fiorentino, quello di via Torcicoda.
Quello stesso nucleo di militanti che porta a termine quei colpi sarebbe diventato, da lì a poco, il cosiddetto gruppo toscano di appoggio alle azioni terroristiche delle Nuove Brigate Rosse.

### L'omicidio Biagi
Il 22 marzo del 2002, assieme all'altro brigatista Simone Boccaccini, venne fermato in un Posto di Controllo sulla Statale Porrettana, mentre a bordo di una Fiat Panda i due rientravano a Firenze da Bologna.
Quel fermo, registrato negli archivi dei Carabinieri e che al tempo sembra solo un normale controllo, diventa invece una prova fondamentale per la procura che, dopo l'arresto di Morandi, ricollocherà l'episodio nell'ambito dei vari pedinamenti effettuati nel corso dell'inchiesta brigatista in previsione dell'agguato al professor Biagi e testimonianza dell'effettiva presenza di Morandi a Bologna, nei giorni immediatamente precedenti il delitto.
Quando il 24 ottobre del 2003, assieme ad altri sei terroristi, Morandi viene arrestato nella sua abitazione di via Brenta, alla periferia di Firenze, nell'ambito dell'indagini per il delitto Biagi, si dichiara subito prigioniero politico e militante delle brigate rosse per la costruzione del partito comunista combattente ammettendo così, implicitamente, il suo coinvolgimento nello stesso.
Tra le prove a suo carico, oltre a un lungo documento ritrovato nel suo computer e nel quale era riportato il risultato dell'inchiesta su Biagi fatta nei mesi precedenti all'attentato, c'è anche una scheda telefonica prepagata con cui avrebbe chiamato, da una cabina telefonica di Roma (negli stessi giorni in cui l'uomo non era al lavoro), dei cellulari appartenenti alle Br.

### I processi D'Antona e Biagi
Rinviato a giudizio assieme ad altre sedici persone per l'omicidio di Massimo D'Antona avvenuto a Roma, il 20 maggio 1999, la Corte d'assise, l'8 luglio 2005, lo condanna all'ergastolo, condanna confermata dalla Corte d'assise d'appello e dalla Cassazione che, nell'ultimo grado di giudizio, il 28 giugno 2007, rende definitiva la pena.
Nel processo di primo grado per l'omicidio del giuslavorista Marco Biagi avvenuto a Bologna, il 19 marzo 2002, la Corte d'assise, il 1º giugno 2005, condanna il brigatista all'ergastolo, pena confermata in appello e poi dalla Corte di cassazione l'8 dicembre 2007.